# ستيف ساندرز (لاعب كرة قدم)
ستيف ساندرز (بالإنجليزية: Steve Sanders)‏ (2 يونيو 1978 بهاليفاكس في المملكة المتحدة - ) هو لاعب كرة قدم بريطاني في مركزي الظهير والدفاع. لعب مع بوريهام وود إف سي ونادي دونكاستر روفرز وهدرسفيلد تاون وميدنهد يونايتد ‏ ولينكولن سيتي أف سي ونادي كينغستونيان ونادي هاروجيت تاون ونادي تشيلمسفورد ونادي جيزيلي ‏ وLiversedge F.C. ‏.

## وصلات خارجية
- ستيف ساندرز على موقع قاعدة بيانات كرة القدم.إي يو (الإنجليزية)
- ستيف ساندرز على موقع Soccerbase.com (لاعب) (الإنجليزية)